# Fünf auf dem Apfelstern
Fünf auf dem Apfelstern wurde 1981 von der Augsburger Puppenkiste als Marionettenstück in vier Folgen zu je einer halben Stunde verfilmt. Das Drehbuch und die Regie stammen von Sepp Strubel, der den Stoff auch als Kinderbuch veröffentlichte.

## Handlung
Die Geschichte beginnt auf einem Schiff, auf dem ein Matrose namens Old Heiko eine Kiste geschnitzt hat. Diese Kiste ging über Bord, als der Matrose gerade eingeschlafen war und so trieb die Holzkiste lange Zeit durchs Meer. Durch einen Zufall kam die Kiste an einer Unterwasserrakete ins All und so auf dem Apfelstern – der gar kein Stern, sondern ein Planet ist.
Die Kiste springt auf und der Inhalt wird sichtbar. Neben einem Fernrohr und einem Uhrzeiger befinden sich darin noch vier Puppen und ein Kugelfisch. Die fünf, der Matrose Heiko Zweilinks-Zweirechts, die Porzellanpuppe Ria aus Rio, die Matroschka-Puppe Grusinchen aus Grusinien, Chinaboy und der Kugelfisch machen sich auf den Weg, den Planeten zu erkunden. Sie treffen auf ihrem Erkundungsgang recht schnell auf die Einwohner des Planeten, den Dergeln, die ihnen bereits zu Beginn skeptisch gegenüberstehen. Die Besucher werden als Feinde betrachtet und mit einem Katapult mit Pfannkuchen beschossen. Der gefräßige Kugelfisch verzehrt einen Pfannkuchen nach dem anderen, was die Fünf aber nicht rettet. Sie werden gefangen und ins Innere des Planeten gebracht. Dort fällt schnell auf, dass der Planet tatsächlich ein riesiger Apfel ist, der immer wieder nachwächst.
Die fünf Puppen können entkommen und versuchen mit einem selbstgebastelten Heißluftballon, bei dem der Kugelfisch als Ballon dient, den Planeten zu verlassen. Dies gelingt ihnen aufgrund einer List der Dergeln nicht. Zurück auf dem Apfelstern sollen die Erdenbewohner die Dergeln vor einem Riesenwurm beschützen, der den Apfelstern zu vernichten droht. Wie sich herausstellt, ist dieser Riesenwurm nichts anderes als eine riesige Raupe, die den Fünfen und auch den Dergeln wohlgesinnt ist.
Als alle zufrieden sind, droht dem Planeten eine neue Gefahr, denn es riecht nach Bratapfel. Die Oberfläche droht zu verbrennen, und schuld daran ist ein Wettersatellit, dessen Spiegel nun das Sonnenlicht direkt auf den Apfelstern reflektiert. Chinaboy und die Raupe, die sich mit dem Kugelfisch angefreundet hat, machen sich erneut mit dem Kugelfisch als Ballon auf dem Weg ins All, um den Spiegel umzukehren. Dies gelingt ihnen und der Apfelstern scheint gerettet. Zum Dank bekommen die Erdenbewohner einen Wunsch von der Zeitwunschmaschine der Dergeln geschenkt. Schnell ist klar, dass sie wieder zurück in die Kiste und zurück an Bord des Schiffes wollen, von dem aus das Abenteuer startete. Jedoch wird der Wecker von einer diebischen Elster gestohlen und Heiko arg in Mitleidenschaft gezogen, als er sich an ihm festhält und sich dadurch sein Pullover auftrennt. In der Zwischenzeit verwandelt sich Raupi in einen Schmetterling und kann mit Heiko zusammen den Wecker aus dem Elster-Versteck auf dem Rotkohlmond zurückholen. Grusinchen strickt ihn dort wieder zusammen.
Und so kommen die Fünf zurück in die Kiste und auf das Schiff zu Old Heiko, der wieder aus dem Schlaf erwacht. Als der Matrose die Kiste öffnet, fliegt ein Schmetterling heraus und gesellt sich zu dem Kugelfisch.

## Die Figuren
- Heiko Zweilinks-Zweirechts ist ein typischer Seemann, ein ungestümer Charakter, der von Grusinchen in seiner Unbesonnenheit gebremst wird. Sein Name Zweilinks-Zweirechts kommt von der Stricktechnik, mit der sein Pullover gestrickt wurde. Er entwickelt mit der Zeit eine gewisse Zuneigung zu Ria und bietet ihr an, sich auf ihn fallen zu lassen, um keinen Schaden zu nehmen.
- Ria aus Rio ist eine schöne Puppe aus Porzellan, verziert mit Glöckchen. Sie ist sehr vorsichtig und immer darauf bedacht, keinen Sprung in ihr Porzellan zu bekommen, weshalb Heiko ihr im Laufe der Zeit anbietet, sich auf ihn fallen zu lassen, was ihr sehr schmeichelt. Ihr kommt zugute, dass sie aufgrund ihres Materials feuerfest ist.
- Grusinchen aus Grusinien ist der ruhige und besonnene Teil der Gruppe. Sie ist eine Matrjoschka und hat daher ihre vier Töchter stets dabei. Sie benötigt deren Hilfe, als die Gruppe sich mit der Raupe auseinandersetzt.
- Der Kugelfisch muss immerzu rülpsen, wenn er von etwas Essbarem oder Trinkbarem hört, weswegen er sich ständig  entschuldigt. Er wird als Ballon für den Heißluftballon eingesetzt, wozu er kopfüber mit dem geöffneten Maul über eine Kerze gehängt wird. Später schenkt er dem Chinaboy das R im Austausch mit Pfannkuchen, die der Kugelfisch nur zu gern verspeist. Der Kugelfisch freundet sich später mit der Raupe bzw. dem Schmetterling an.
- Chinaboy kann zunächst kein R sprechen, was Heiko immer wieder Verbesserungen und Fluchereien entlockt. Er stammt aus Hongkong und ist der Leichteste der Truppe, weshalb er beim zweiten Mal allein mit dem Kugelfisch-Ballon geschickt wird.
- Die Dergeln sind die Einwohner des Apfelsterns und unterhalten sich in ihrer Dergel-Sprache, die nur aus dem Wort „Dergel“ in unterschiedlichsten Betonungen und Geschwindigkeiten besteht. Der Anführer erlernte die Erdensprache im Telegrammstil, weswegen er am Ende jedes Satzes „Stopp“ sagt. Die typische Fortbewegungsart der beinlosen Dergeln ist es zu hüpfen.
- Die Raupe, die anfänglich als Feind des Apfelsterns gilt, sich aber als harmlos entpuppt und später zu einem Schmetterling wird. Sie freundet sich mit dem Kugelfisch an.
- In der Umlaufbahn auf einem Satelliten ist eine Maus, die immer mal wieder am Apfelstern vorbeikommt. Sie sieht dort nach dem Rechten und hat immer einen frechen Spruch auf den Lippen. Jedes Mal, bevor sie sich wieder entfernt, schimpft sie auf die Umlaufbahn, in der sie sich bewegt.
- Old Heiko ist der Besitzer der Seemannskiste und der darin liegenden Puppen. Er taucht nur in der Anfangs- und Endszene der Produktion auf. Diese Abschnitte sind als Zeichentrickfilm gestaltet.

## Medien
- DVD: Augsburger Puppenkiste – Fünf auf dem Apfelstern, 2006, ISBN 3-89844-159-8

## Bibliografie
- Sepp Strubel: 5 auf dem Apfelstern – Das Buch zur Fernsehsendung mit der Augsburger Puppenkiste; Würzburg, Arena-Verlag Georg Popp 1981, ISBN 3-401-03943-1